# PNMA2
PNMA2‏ (PNMA family member 2) هوَ بروتين يُشَفر بواسطة جين PNMA2 في الإنسان.